# Defensive computing
Defensive computing («Защита компьютера») (с англ. — «защитные вычисления») — такая форма взаимодействия пользователей с компьютером, которая позволяет снизить риск появления проблем, связанных с его работоспособностью. Основная цель этого способа состоит в том, чтобы, несмотря на любые неблагоприятные условия работы компьютерной системы или любые ошибки, сделанные пользователями, система находилась в состоянии ожидания и готовности к возможным проблематичным ситуациям до момента их возникновения. Это может быть достигнуто через приверженность множеству общих руководящих принципов, а также применение определенных компьютерных технологий.
Стратегии по защите компьютера можно разделить на категории: сетевая безопасность и резервное копирование и восстановление данных.

## Сетевая безопасность
При доступе в Интернет и другие сети, пользователи подвергают свои компьютеры угрозе. Использование любого из этих соединений позволяет другим пользователям получить доступ к его системе и важной информации. Пользователи стремятся снизить риск, связанный с доступом в их сеть, применяя определенные стратегии.

### Firewall
Брандмауэр — набор мер безопасности, который защищает компьютер от вредоносного входящего и исходящего трафика в сети Интернет и предотвращает несанкционированный доступ в компьютерную систему. Эти меры безопасности объединены в форме специального программного обеспечения, которое работает автономно на отдельных компьютерных системах, или внешним образом, через программное обеспечение в маршрутизаторах и модемах.
Брандмауэр не защитит компьютер от всего передающегося вредного или несанкционированного входящего трафика. Цель защиты компьютера состоит в том, чтобы найти и использовать качественный брандмауэр, который фильтрует и входящий, и исходящий трафик.

### Антивредоносное программное обеспечение
Основной способ защиты компьютера, предпринимаемый большинством пользователей, состоит в том, чтобы установить и использовать антивредоносное программное обеспечение. Брандмауэры не могут защитить компьютер в полной мере. Некоторое вредоносное программное обеспечение может пройти через брандмауэр и внедриться в систему. Антивредоносное программное обеспечение, такое как антивирус, антифишинг и почтовое фильтрующее программное обеспечение осуществляет некоторую защиту от вредного программного обеспечения, которое находится в компьютере. Общее количество вредоносного программного обеспечения, которое находится в сети Интернет, постоянно увеличивается. Пользователям важно использовать такое антивредоносное программное обеспечение, которое легко и эффективно обновляется, чтобы сражаться с новыми видами вредоносного программного обеспечения.

### Скептицизм
Скептическое отношение к данным, которые пользователь получает через Интернет — важный аспект защиты компьютера. Вредоносное программное обеспечение может существовать во множестве различных форм, и многие из них вводят в заблуждение пользователей и даже некоторое антивредоносного программное обеспечение. Защищающиеся пользователи серьезно думают над информацией, к которой они хотят получить доступ, чтобы уменьшить возможность загрузки и распространения вредоносного программного обеспечения. Защита включает сканирование почтовых приложений до их открытия и ручная фильтрация входящих электронных писем от подозрительных почтовых ящиков. Пользователи должны знать темы и заголовки электронных писем от любых адресатов, поскольку они фактически могут содержать вредоносное программное обеспечение или спам. Спам может ввести в заблуждение пользователей ложной рекламой, приводящей к хищению идентификационных данных. Пользователи могут сканировать файлы, которые они загружают, до их открытия. Также, настроить свои компьютеры таким образом, чтобы было показано расширение потенциально опасных файлов, которые кажутся безопасными. Скептически также нужно относиться к веб-сайтам, посещаемым пользователями. Как и через электронные письма, пользователя могут привлечь ложные рекламные объявления. Кроме того, вредоносное программное обеспечение может быть загружено на компьютер, после посещения какого-либо веб-сайта, и заразить его, без ведома пользователя.

## Процедуры резервного копирования и восстановления
Несмотря на усилия пользователя по защите компьютера, потеря важных данных может произойти не только из-за вредоносного программного обеспечения, но и из-за перебоев в питании, отказа оборудования и общего неправильного использования. Несмотря на то, что потеря данных не может быть полностью предотвращена, пользователи могут предпринимать меры, для минимизирования объем потерянных данных и восстановления системы к её первоначальному состоянию.

### Восстановление
Некоторые операционные системы имеют возможность восстановления компьютера к определенному состоянию. Если такая опция не доступна, пользователь может получить соответствующее программное обеспечение для восстановления системы. Пользователь может восстановить любые потерянные или измененные файлы в случае системного отказа или серьезной потери данных, и удалить любые вредоносные файлы, которых не было ранее.

### Резервное копирование файлов
Регулярное резервное копирование важных файлов — основной способ защиты против неумышленной потери данных. Пользователи могут делать множество копий важных данных и хранить их либо на том же компьютере, либо на другом устройстве, таком как компакт-диск или внешний жесткий диск. Пользователи могут также загружать важные файлы в Интернет, если у них есть доступ к интернет-службам хранения информации.

## Способы защиты данных
- Регулярно копируйте важные файлы, документы и электронные письма.
- Не используйте аккаунт администратора для повседневных действий.
- Обновляйте программное обеспечение, антивирусы с появлением новых версий.
- Используйте разные пароли.
- Отключите опцию автоматического выполнения у USB флэш-карт. Некоторые вирусы, особенно черви, распространяются автоматически через карты флэш-памяти с USB интерфейсом.[6]
- Всегда подключайтесь к сети Интернет через брандмауэр.
- Когда сомневаетесь, не выполняйте действие с файлом.